# Tháp Thành (thành phố cấp huyện)
Thành phố Tháp Thành (tiếng Trung: 塔城市; bính âm: Tǎchéng Shì; Uyghur:  چۆچەك شەھىرى‎, ULY:  Qɵqək Xəh̡iri, UPNY:  Chöchek Shehiri?; tiếng Kazakh: شاۋەشەك / Şәweşek) là một thành phố cấp huyện của địa khu Tháp Thành, Châu tự trị dân tộc Kazakh - Ili (Y Lê), khu tự trị Tân Cương, Trung Quốc. Thành phố đôi khi được gọi là Tarbaghatay hay Tarbagatai và từng được biết đến trong các ngôn ngữ châu Âu với tên gọi Chuguchak.
Thành phố nằm trên bồn địa Dzungarian, cách biên giới với Kazakhstan 10 km. Tháp Thành là một trung tâm thương mại chính giữa Trung Quốc với các nước ở khu vực Trung Á, ngoài ra Tháp thành cũng là một trung tâm nông nghiệp. Các ngành công nghiệp trong thành phố là chế biến thực phẩm, dệt và đồ gia dụng. Thành phố từng chịu sự tàn phá mạnh vào năm 1865 trong cuộc chiến giữa nhà Thanh và quân nổi dậy người Hồi và Duy Ngô Nhĩ.

## Thành phần cư dân năm 2000
| Dân tộc    | Số dân  | Tỷ lệ  |
| ---------- | ------- | ------ |
| Hán        | 522.829 | 58,59% |
| Kazakh     | 216.020 | 24,21% |
| Hồi        | 66.458  | 7,45%  |
| Uyghur     | 36.804  | 4,12%  |
| Mông Cổ    | 29.759  | 3,33%  |
| Đông Hương | 5.500   | 0,62%  |
| Daur       | 4.533   | 0,51%  |
| Nga        | 2.948   | 0,33%  |
| Kyrgyz     | 1.870   | 0,21%  |
| Tích Bá    | 1.536   | 0,17%  |
| Khác       | 4.140   | 0,46%  |

### Nhai đạo
- Hòa Bình (和平街道)
- Đỗ Biệt Khắc (杜别克街道)
- Tân Thành (新城街道)

### Trấn
- Nhị Công (二工镇)

### Hương
- Khách Lạp Cáp Ba Khắc (喀拉哈巴克乡)
- Cáp Hạ (恰夏乡)
- A Bất Đô Lạp (阿不都拉乡)
- Giả Môn Lặc (也门勒乡)

### Hương dân tộc
- Hương dân tộc Daur- A Tây Nhĩ (阿西尔达斡尔族乡)